# Želovce
Želovce este o comună slovacă, aflată în districtul Veľký Krtíš din regiunea Banská Bystrica, pe malul râului Krtíš⁠(d). Localitatea se află la altitudinea de 156 m deasupra n.m., se întinde pe o suprafață de 18,76 km2 și în 2017 număra 1.249 de locuitori.

## Istoric
Localitatea Želovce este atestată documentar din 1327.

## Demografie
| An:                | 1994 | 2004   | 2014   | 2024    |
| ------------------ | ---- | ------ | ------ | ------- |
| Număr de persoane: | 1324 | 1314   | 1289   | 1154    |
| Diferență:         |      | −0,75% | −1,90% | −10,47% |

| An:                | 2023 | 2024   |
| ------------------ | ---- | ------ |
| Număr de persoane: | 1177 | 1154   |
| Diferență:         |      | −1,95% |